# Platyja sumatrana
Platyja sumatrana är en fjärilsart som beskrevs av Felder 1874. Platyja sumatrana ingår i släktet Platyja och familjen nattflyn. Inga underarter finns listade i Catalogue of Life.